# Jason Burnett
Pour les articles homonymes, voir Burnett.
Jason Burnett (né le 16 décembre 1986 à Etobicoke, Canada) est un gymnaste canadien, spécialisé dans le trampoline.

## Palmarès

### Jeux olympiques
- Pékin 2008
  -  Médaille d'argent au trampoline.

- Londres 2012
  - 8e au trampoline.

### Jeux panaméricains
- Rio de Janeiro 2007
  -  Médaille d'argent au trampoline.